# 꿀벌 대소동
꿀벌 대소동(꿀벌 大騷動, 영어: Bee Movie)은 드림웍스 애니메이션에 의해 2007년 개봉된 컴퓨터 애니메이션 영화이다.

## 줄거리
이상주의적인 꿀벌 배리 B. 벤슨은 최근 대학을 졸업하고 그의 가장 친한 친구인 애덤 플라이먼과 함께 벌집의 꿀 생산 회사인 호넥스 산업에 막 들어갈 참이었다. 배리는 처음에는 들떠 있었지만, 일단 선택된 직업은 절대 바뀌지 않는다는 것을 알게 되자 그의 야심적이고 반항적인 태도가 드러난다. 나중에 두 벌은 벌집 밖의 꽃에서 꽃가루를 모으는 꽃가루 선수 그룹을 만나고, 그들은 배리가 "충분히 벌답다"면 그를 데려가겠다고 제안한다. 뉴욕 시에서 처음 꽃가루 채집을 하던 중, 배리는 비 속에서 길을 잃고 인간 플로리스트 바네사 블룸의 아파트에 도착한다. 배리를 발견하자 바네사의 남자친구 켄은 그를 뭉개려 하지만, 바네사는 배리를 부드럽게 붙잡아 밖으로 놓아주어 그의 목숨을 구한다.
배리는 나중에 바네사에게 감사를 표하기 위해 돌아오는데, 이는 벌이 인간과 소통해서는 안 된다는 신성한 법을 어긴 것이다. 배리와 바네사는 매력에 가까운 친밀한 우정을 발전시키고 함께 시간을 보낸다. 배리와 바네사가 식료품점에 있을 때, 배리는 인간이 수세기 동안 벌의 꿀을 훔쳐 먹고 있다는 것을 알게 된다. 그는 그 식료품점에 꿀을 공급하는 허니 농장으로 가기로 결심한다. 벌집에서 벌들이 겪는 열악한 대우, 특히 군집을 무력화시키기 위해 벌 연기를 사용하는 것에 경악한 배리는 벌의 착취를 종식시키기 위해 인간을 고소하기로 결심하고, 바네사는 돕기로 동의한다.
배리의 임무는 벌과 인간 모두로부터 큰 관심을 끌었고, 수많은 관중들이 재판에 참석했다. 배리는 강경한 변호사 레이튼 T. 몽고메리에 맞서 싸웠지만, 재판 첫날은 순조롭게 진행되었다. 그날 저녁, 배리가 바네사와 저녁 식사를 하고 있을 때 켄이 나타난다. 바네사가 방을 나가자 켄은 배리에게 둘이 함께 시간을 보내는 것을 싫어한다고 말한다. 배리가 화장실을 사용하기 위해 나섰을 때, 켄은 매복하여 그를 죽이려 하지만, 바네사가 개입하여 켄과 헤어진다. 재판 둘째 날, 몽고메리는 벌에 대한 후회 없는 인신공격을 퍼부었고, 깊이 모욕당한 애덤은 그를 쏘았다. 몽고메리는 즉시 자신이 폭행의 피해자인 것처럼 보이게 하기 위해 쏘인 것을 과장하면서 동시에 애덤을 더럽혔다. 애덤의 행동은 벌의 신뢰성과 그의 생명을 위태롭게 했지만, 그는 회복했다. 셋째 날, 배리는 배심원들에게 벌에 대한 고문적인 대우, 특히 연기 사용을 폭로함으로써 재판에서 승리하고 인간이 다시는 벌로부터 꿀을 훔치지 못하게 한다. 재판에서 패배한 몽고메리는 배리에게 자연의 부정적인 변화가 임박했다고 수수께끼처럼 경고한다.
예상대로, 인간이 얻은 꿀이 벌집으로 너무 많이 돌아오면서 호넥스는 꿀 생산을 중단하고, 생명에 중요한 꽃가루 선수들을 포함한 모든 벌들이 일자리를 잃었으며, 세상의 모든 꽃들이 수분 없이 시들기 시작했다. 얼마 지나지 않아 지구상에 남아 있는 마지막 꽃들은 마지막 장미 축제 퍼레이드를 위해 패서디나, 캘리포니아에 비축되었다. 배리와 바네사는 퍼레이드로 가서 수레를 훔쳐 비행기에 싣는다. 그들은 벌들이 세상에 남아 있는 마지막 꽃들을 다시 수분할 수 있도록 꽃을 벌들에게 가져다주기를 바란다. 비행기 기장이 악천후로 인해 비행이 지연될 것이라고 설명하자 배리는 조종사들에게 말을 걸려 하지만, 그들은 배리를 죽이려다 서로를 쓰러뜨린다. 배리와 배리의 벌집에 있는 벌들의 도움으로 바네사는 비행기를 안전하게 착륙시킨다.
배리는 꽃가루 선수들의 일원이 되고, 그들은 꽃밭으로 날아간다. 마지막 꽃들의 꽃가루로 무장한 배리와 꽃가루 선수들은 피해를 되돌리고 세상의 식물들을 구하며 벌들의 꿀 생산을 다시 시작한다. 나중에 배리는 바네사의 꽃집에서 "곤충 법률 사무소"라는 이름의 로펌을 운영하며 동물과 인간 사이의 분쟁을 처리한다. 바네사는 고객들에게 꽃을 팔면서 "벌이 승인한" 특정 꿀 브랜드를 제공한다.

## 출연진
- 유재석 - 배리 (제리 사인펠드)
- 이선 - 바네사 (러네이 젤위거)
- 오인성 - 아담 (매슈 브로더릭)
- 장승길 - 마틴 (배리 레빈슨)
- 안경진 - 쟈넷 (캐시 베이츠)
- 박조호 - 켄 (패트릭 워버턴)[1]
- 류다무현 - 미스터쪽쪽
- 이종구 - 몽고메리 (존 굿맨)
- 조동혁 - 버즈왤 (래리 밀러)

기타배역: 유강진, 이장원, 이진희, 이호인, 성선녀, 임은정, 이광수, 전광주, 홍승표, 서문석, 최재익, 김미랑, 김옥경, 한호웅, 강대욱, 유강진, 김병관, 안경진, 김규식, 정승욱 & 정승길